# Pitanga (Paraná)
Pitanga ist ein brasilianisches Munizip in der Mitte des Bundesstaats Paraná. Es hatte 2021 geschätzt 29.686 Einwohner, die sich Pitanguenser nennen. Seine Fläche beträgt 1.664 km². Es liegt 897 Meter über dem Meeresspiegel.

## Etymologie
Als Ortsname wurde der Name eines Höhenzugs übernommen, der Serra da Pitanga. Pitanga ist eine Frucht, die hier weit verbreitet vorkommt.

## Geschichte

### Besiedlung
Die Besiedlung der Serra de Pitanga war das Ergebnis von Einzelereignissen, die von verschiedenen Gruppen getragen wurden.
Die ersten Siedler kamen 1847. Es waren zum einen Franzosen aus der Colônia Tereza des Jean Maurice Faivre im heutigen Munizip Cândido de Abreu, die wegen Seuchen und Führungsfehlern gescheitert war. Zu ihnen gehörten die Gebrüder Caillot. Zum anderen kamen Menschen aus Paraná, São Paulo, Minas Gerais und Rio Grande do Sul. Zur gleichen Zeit wie die Franzosen erreichten Elias do Nascimento und sein Bruder Manoel Martiniano de Freitas aus Paraná den Ort Tigre und ließen sich dort nieder.
Auch die Wege der ersten Siedler waren sehr unterschiedlich. Einige kamen aus dem Süden, also über Guarapuava, andere über Cândido de Abreu, und wieder andere kamen aus dem Norden, über Campo Mourão, wobei sie ungezählte Hindernisse überwinden mussten.
Es gab viele Gründe, die sie hierher führten. Die Überreste der französischen Kolonie kamen wegen der schlechten klimatischen Bedingungen und der in der Colônia Tereza erlebten Enttäuschungen. Einige kamen aus Rio Grande do Sul und dem Südosten von Paraná wegen der tragischen Folgen der föderalistischen Revolution, die in den Jahren nach dem Ende des Kaiserreichs zahlreiche Verluste im Süden Brasiliens verursacht hatte.
Andere wiederum erfuhren, dass es sich nicht nur um eine unerforschte Region handelte, sondern auch um fruchtbares Land, das sich für jegliche Art von Ackerbau und Viehwirtschaft eignete.

### Erhebung zum Munizip
Pitanga wurde durch das Gesetzesdekret  Nr. 199 vom 30. Dezember 1943 aus Guarapuava ausgegliedert und in den Rang eines Munizips erhoben. Es wurde am 1. Januar 1944 als Munizip installiert.

## Geografie

### Fläche und Lage
Pitanga liegt auf dem Terceiro Planalto Paranaense (der Dritten oder Guarapuava-Hochebene von Paraná). Seine Fläche beträgt 1664 km². Es liegt auf einer Höhe von 897 Metern.

### Geologie und Böden
Die Böden bestehen aus Terra Roxa, die bis zur Besiedlung mit tropischem Urwald bedeckt war.

### Vegetation
Das Biom von Pitanga ist Mata Atlântica.

### Klima
Das Klima ist gemäßigt warm. Es werden hohe Niederschlagsmengen verzeichnet (1917 mm Jahr). Die Klimaklassifikation nach Köppen und Geiger lautet Cfb. Im Jahresdurchschnitt liegt die Temperatur bei 19,8 °C.

### Gewässer
Pitanga liegt zu 90 % im Einzugsgebiet des Ivaí, der das Munizipgebiet im Nordosten begrenzt. Entlang der südöstlichen Grenze zu Boa Ventura de São Roque fließt der Rio Pitanga von rechts zum Ivaí. An seinem Unterlauf wird er für das Kleinwasserkraftwerk Itaguaçu aufgestaut. Zu ihm fließt der Rio Marrequinha auf der südlichen Grenze des Munizips. Ebenfalls als linker Nebenfluss des Ivai durchzieht der Rio Borboleta das Munizip von Südwest nach Nordost.
Knapp 10 % des Munizips werden über den südwestlichen Grenzfluss Rio Cantu zum Piquiri entwässert.

### Straßen
Pitanga liegt an der PRC-466 von Guarapuava im Süden nach Ivaiporã im Norden. Von ihr zweigt die PR-460 in Richtung Campo Mourão ab. Über die PR-239 hat man im Westen Anschluss an die BR-369 zwischen Campo Mourão und Cascavel.

### Terras Indígenas
Im Gebiet des Munizips liegen  der südliche Teil der Terra Indígena Ivaí mit drei Viertel ihrer Fläche. Gemäß der Datenbank der indigenen Territorien des Instituto Socioambiental leben hier gut 1.500 Menschen vom Volk der Kaingang (Stand: 2014).
| Terra indígena | Völker   | Bewohner | Fläche(km²) | Bewohner pro km² | Kategorie      |
| -------------- | -------- | -------- | ----------- | ---------------- | -------------- |
| Ivaí           | Kaingang | 1.552    | 73,06       | 21,2             | Terra Indígena |

### Nachbarmunizipien
| Nova Tebas                       | Manoel Ribas                                | Cândido de Abreu         |
| Palmital, Mato Rico und Roncador | Kompassrose, die auf Nachbargemeinden zeigt |                          |
| Santa Maria do Oeste             |                                             | Boa Ventura de São Roque |

## Stadtverwaltung
Bürgermeister: Maicol Geison Callegari Rodrigues Barbosa, PSD (2021–2024)
Vizebürgermeister: Carlos Aberto Brandalise, Podemos (2021–2024)

## Demografie

### Bevölkerungsentwicklung
| Jahr | Einwohner | Stadt | Land |
| ---- | --------- | ----- | ---- |
| 1950 | 54.738    | 2 %   | 98 % |
| 1960 | 56.006    | 8 %   | 92 % |
| 1970 | 64.014    | 9 %   | 91 % |
| 1980 | 84.504    | 11 %  | 89 % |
| 1991 | 64.514    | 27 %  | 73 % |
| 2000 | 35.861    | 51 %  | 49 % |
| 2010 | 32.638    | 63 %  | 37 % |
| 2021 | 29.686    |       |      |

Quelle: IBGE (2011)

### Ethnische Zusammensetzung
| Gruppe * | 1991    | 2000    | 2010    | wer sich als …                                                                   |
| --- | ------- | ------- | ------- | -------------------------------------------------------------------------------- |
| Weiße | 72,0 %  | 81,1 %  | 78,4 %  | weiß bezeichnet                                                                  |
| Schwarze | 1,2 %   | 2,9 %   | 2,1 %   | schwarz bezeichnet                                                               |
| Gelbe | 0,0 %   | 0,2 %   | 0,4 %   | von fernöstlicher Herkunft wie japanisch, chinesisch, koreanisch etc. bezeichnet |
| Braune | 26,6 %  | 14,7 %  | 18,9 %  | braun oder als Mischung aus mehreren Gruppen bezeichnet                          |
| Indigene | 0,2 %   | 0,6 %   | 0,1 %   | Ureinwohner oder Indio bezeichnet                                                |
| ohne Angabe | 0,0 %   | 0,6 %   | 0,0 %   |                                                                                  |
| Gesamt | 100,0 % | 100,0 % | 100,0 % |                                                                                  |
| *) Das IBGE verwendet für Volkszählungen ausschließlich diese fünf Gruppen. Es verzichtet bewusst auf Erläuterungen. Die Zugehörigkeit wird vom Einwohner selbst festgelegt. |         |         |         |                                                                                  |

Quelle: IBGE (Stand: 1991, 2000 und 2010)

## Sehenswürdigkeiten
Durch ein vom damaligen Gouverneur Beto Richa unterzeichnetes Gesetz erhielt Pitanga den Status des geografischen Mittelpunkts des Bundesstaates Paraná. Im Jahr 2013 wurde das geodätische Wahrzeichen eingeweiht, eine spiralförmige Konstruktion mit grünem Glas, die auf vier Stockwerken Informationen über Breitengrad, Längengrad und Höhe enthält. Das Projekt wurde vom Instituto de Terras, Cartografia e Geociências  (ITCG) entwickelt.
Der Ort zog Besucher aus anderen Bundesstaaten und Ländern an und integrierte die touristischen Attraktionen der Gemeinde, zu der auch der Caminho do Peabiru, das Olho de São João Maria und die Wasserfälle der Umgebung gehören.

## Wirtschaft

### Gewerbe und Landwirtschaft
Die wichtigsten Industriezweige in Pitanga sind Holzverarbeitung und Produktion von Pappe. Wichtige Erwerbsquellen bieten auch Ackerbau, Viehwirtschaft und Extrativismus (nachhaltige Entnahme wildlebender Pflanzen).

### Erdgas
1996 machte Petrobras den ersten und bisher einzigen kommerziellen Erdgasfund im geologischen Becken von Paraná, das Feld Barra Bonita im gleichnamigen Distrikt von Pitanga. Das Feld ist etwa 10 km² groß und befindet sich in einer durchschnittlichen Tiefe von 3500 m in fluvio-deltaischen Sandsteinen der Campo-Mourão-Formation der Itararé-Gruppe. Petrobras hatte kein Interesse an der Erkundung des Feldes und gab es an die Union zurück. Das Feld wurde dann 2015 erneut angeboten und von der Firma EPG Brasil ersteigert. Das Feld wird von dem Unternehmen Barra Bonita Óleo e Gás Ltda. für die Gasförderung untersucht.